# Andrij Biłecki (duchowny)
Andrij Biłecki (ur. 15 czerwca 1847 w Stryju, zm. w 19 maja 1927 we Lwowie) – ksiądz greckokatolicki, prałat papieski, wikary generalny i oficjał greckokatolickiej kapituły generalnej we Lwowie. Poseł do Sejmu Krajowego Galicji VII kadencji. Absolwent Uniwersytetu Wiedeńskiego.

## Literatura
- Encyclopedia of Ukraine, Lwów 1993, t. 1, s. 128-129. (ukr.)
- Ігор Чорновол, 199 депутатів Галицького Сейму (Серія «Львівська сотня»), Львів: «Тріада плюс» 2010, 228 с., іл., c. 120.